# Farhad Khosrokhavar
Farhad Khosrokhavar (Teheran, 21 marzo 1948) è un sociologo iraniano.
Dal 1998 è direttore di ricerca dell'EHESS, l'École des hautes études en sciences sociales di Parigi.
I suoi interessi di ricerca comprendono la sociologia politica, la sociologia delle religione, l'Islam contemporaneo e l'Iran.

## Carriera accademica
Dal 1977 al 1979 è stato professore assistente dell'Universita Bou Ali di Hamadan, Iran e dal 1979 al 1990 professore associato del Centro per le Scienze politiche, Ministro della Cultura e dell'educazione superiore.
Nel 1990-1991 è stato Rockefeller Fellow e dal 1991 al 1998 professore associato all'EHESS-CADIS (Centre d'Analyse et d'Intervention Sociologiques).